# Ajas Bachtijarowitsch Gulijew
Ajas Bachtijarowitsch Gulijew (russisch Аяз Бахтиярович Гулиев; * 27. November 1996 in Moskau) ist ein russischer Fußballspieler aserbaidschanischer Abstammung.

## Karriere

### Verein
Gulijew begann seine Karriere bei Spartak Moskau. Im August 2014 spielte er erstmals für die zweite Mannschaft Spartaks in der drittklassigen Perwenstwo PFL. Am Ende der Saison 2014/15 stieg er mit Spartak-2 in die Perwenstwo FNL auf. Sein Debüt in der zweithöchsten Spielklasse gab er im August 2015, als er am siebten Spieltag der Saison 2015/16 gegen Lutsch-Energija Wladiwostok in der 70. Minute für Artjom Samsonow eingewechselt wurde.
Nach 40 Zweitligaeinsätzen für Spartak-2 wurde Gulijew im Februar 2017 an den Erstligisten Anschi Machatschkala verliehen. Sein Debüt in der Premjer-Liga gab er im März 2017 gegen Spartak Moskau. Nach 22 Erstligaeinsätzen in Machatschkala wurde die eigentlich eineinhalbjährige Leihe im Januar 2018 vorzeitig beendet und Gulijew wurde an den FK Rostow weiterverliehen. Bis zum Ende der Leihe kam er zu sechs Einsätzen für Rostow, im Juni 2018 verpflichtete ihn der Verein fest.
Nach 14 weiteren Einsätzen in Rostow kehrte er im Januar 2019 wieder zu Spartak zurück. Nach seiner Rückkehr kam er bis Saisonende zu zehn Einsätzen für Spartak in der Premjer-Liga. In der Saison 2019/20 absolvierte er elf Spiele, ehe er im Mai 2020 suspendiert wurde. Im Mai 2021 wurde sein Vertrag in Moskau schließlich aufgelöst. Daraufhin wechselte er zur Saison 2021/22 innerhalb der Premjer-Liga zu Arsenal Tula. Für Tula kam er zu 24 Einsätzen, mit dem Team stieg er zu Saisonende allerdings aus der höchsten Spielklasse ab.
Gulijew blieb der Liga aber erhalten und wechselte zur Saison 2022/23 zum FK Chimki. Für Chimki kam er zu 19 Einsätzen in der Premjer-Liga, aus der er mit dem Team zu Saisonende aber abstieg. In der Perwenstwo FNL kam er zu Beginn der Saison 2023/24 zu einem Einsatz, ehe er im August 2023 nach Aserbaidschan zum Erstligisten Sabah FK wechselte.

### Nationalmannschaft
Gulijew spielte ab August 2011 für russische Jugendnationalteams. Im August 2012 debütierte er für die U-17-Auswahl, mit der er sich für die EM 2013 qualifizierte. Für diese wurde Gulijew jedoch nicht nominiert. In seiner Abwesenheit wurden die Russen Europameister und qualifizierten sich somit für die WM im selben Jahr. Für diese wurde er nominiert, beim Turnier kam er in allen vier Spielen der Russen zum Einsatz, die im Achtelfinale an Brasilien scheiterten.
Im Januar 2014 spielte er vier Mal für die U-18-Mannschaft. Ab Oktober 2014 kam er für die U-19-Mannschaft zum Einsatz, für die er EM 2015 qualifizierte. Gulijew kam in allen fünf Spielen Russlands zum Einsatz, die Russen scheiterten erst im Finale an Spanien und wurden Vizeeuropameister. Zwischen Januar 2015 und Oktober 2018 absolvierte er 22 Spiele für das U-21-Team.

## Kontroversen
Gulijew wurde im April 2019 erstmals von Spartak suspendiert, nachdem er am Weg zum Training bei einem Zebrastreifen fast einen Fußgänger überfahren hätte, woraufhin Gulijew aus seinem Auto ausstieg und den Passanten niederschlug und die Nase brach. Daraufhin wurde er auch kurz von der Polizei festgenommen. Im Mai 2020 wurde Gulijew erneut suspendiert, nachdem er sich mit dem Trainerteam Spartaks angelegt hatte.